# Expedición 43
La Expedición 43 fue la 43.ª estancia de larga duración en la Estación Espacial Internacional. Comenzó el 11 de marzo de 2015 con el desacoplamiento de la Soyuz TMA-14M, y el retorno de la tripulación de la Expedición 42 a la Tierra y terminó con el desacoplamiento de la Soyuz TMA-15M el 11 de junio de 2015.

## Tripulación
| Posición             | Primera parte (marzo de 2015)                              | Segunda parte (marzo de 2015 a mayo de 2015)               |
| -------------------- | ---------------------------------------------------------- | ---------------------------------------------------------- |
| Comandante           | Terry W. Virts, NASA Segundo vuelo espacial                | Terry W. Virts, NASA Segundo vuelo espacial                |
| Ingeniero de vuelo 1 | Anton Shkaplerov, RSA Segundo vuelo espacial               | Anton Shkaplerov, RSA Segundo vuelo espacial               |
| Ingeniero de vuelo 2 | Samantha Cristoforetti, ESA (Italia) Primer vuelo espacial | Samantha Cristoforetti, ESA (Italia) Primer vuelo espacial |
| Ingeniero de vuelo 3 |                                                            | Guennadi Pádalka, RSA Quinto vuelo espacial                |
| Ingeniero de vuelo 4 |                                                            | Mijaíl Korniyenko, RSA Segundo vuelo espacial              |
| Ingeniero de vuelo 5 |                                                            | Scott J. Kelly, NASA Cuarto vuelo espacial                 |

FuenteSpacefacts
Yury Lonchakov se suponía que iba a ser el ingeniero de vuelo 3. Sin embargo, renunció de la Roscosmos el 6 de septiembre de 2013 para trabajar en Gazprom. También se suponía que él iba a ser el comandante de la Expedición 44.